# Лау (криптид)
Лау (енгл. Lau) је наводно криптид из Судана.

## Опис криптида
Постоје три различита описа овог бића:
- Опис у коме је налик на Тероподског диносаура;
- Опис у коме је налик на плесиосаура;
- Опис у коме је налик на великог сома;

### Опис налик Тероподском диносауру
Описује се као необични Тероподски диносаур. Има оштре закривљене канџе на ногама, жутћкасто-зелену кожу, и мале кракове око уста које користи придржавање плијена. Гласање му је слично звуку слона.

### Опис налик на плесиосаура
Описује се као дуговрати плесиосаур дуг 3,6 метара са жућкастом бојом коже.

### Опис налик на великог сома
Описује се као великог сома дуг од 9 до 12 метара са жућкастом бојом крљушти. Има дуге бркове и ситне зубе у вилицама. Има способност стварања електрицитета којим убија плијен.

## Хронологија сусрета са овим бићем и виђења
- У касним 1800им је наводно виђен један Лау у близини мјеста Вав у Судану;
- 1914. године је наводно група локални људи ухватила и убила једног Лауа и од његови костију направила амајлије;
- 1918. године је виђен Лау дуг 3,5 метара у близини мјеста Бахр ал Зефар. Такође те исте године је забињежено да су се чули необични звукови из ове регије. Такође наводно један анонимни државни службеник (из тадашње белгиске колонијалне управе) је имао блиски сусрет са овим криптидом и наводно је пуцао на њега из самоодбране;
- 1924. године локални човјек је дао британском подофициру Стефенсу наводни пршљен убијеног Лауа;
- 1937. године Вилијам Хајкенс је објавио слику дрвене резбарије која представља главу Лауа коју локални људи користе у својим ритуалима. Ову резбарију је изрезбарио Мшенгу ше Гунда, ловац који је провео многе године у мочварама ријеке Нил;
- Такође ово биће се спомиње и у књизи "Далеко уз Нила" ("Far Away Up The Nile") аутора Џона Г. Милиајиса;